# オールドマン湖
オールドマン湖（オールドマンこ、英: Oldman Lake) は、アメリカ合衆国モンタナ州にある湖。モーガン山の東側、フリンシュ・ピークの北側に位置し、グレイシャー国立公園内に含まれる。トゥー・メディシン・ストアからは歩いて9.2 kmほどの距離である。